# Comté de Kit Carson
Pour les articles homonymes, voir Kit Carson (homonymie).
Le comté de Kit Carson (en anglais : Kit Carson County) est un comté américain situé dans l'État du Colorado, à la frontière avec le Kansas. Son siège est Burlington. Au recensement de 2010, il compte 8 270 habitants.
Créé en 1889, le comté est nommé en l'honneur de l'explorateur Kit Carson. Outre Burlington, les municipalités du comté sont Bethune, Flagler, Seibert, Stratton et Vona.

## Démographie
| 1890  | 1900  | 1910  | 1920  | 1930  | 1940  |
| ----- | ----- | ----- | ----- | ----- | ----- |
| 2 472 | 1 580 | 7 483 | 8 915 | 9 725 | 7 512 |

| 1950  | 1960  | 1970  | 1980  | 1990  | 2000  |
| ----- | ----- | ----- | ----- | ----- | ----- |
| 8 600 | 6 957 | 7 530 | 7 599 | 7 140 | 8 011 |

| 2010  | - | - | - | - | - |
| ----- | - | - | - | - | - |
| 8 270 | - | - | - | - | - |